# Сі-Ранч (Каліфорнія)
Сі-Ранч (англ. Sea Ranch) — переписна місцевість (CDP) в США, в окрузі Сонома штату Каліфорнія. Населення — 1169 осіб (2020).

## Географія
Сі-Ранч розташоване за координатами 38°44′34″ пн. ш. 123°28′34″ зх. д. / 38.74278° пн. ш. 123.47611° зх. д. (38.742903, -123.476087).  За даними Бюро перепису населення США в 2010 році переписна місцевість мала площу 41,91 км², з яких 41,80 км² — суходіл та 0,11 км² — водойми.

## Демографія
Згідно з переписом 2010 року, у переписній місцевості мешкало 1305 осіб у 689 домогосподарствах у складі 435 родин. Густота населення становила 31 особа/км².  Було 1818 помешкань (43/км²).
Расовий склад населення:
| - 93,5 % — білих - 1,1 % — чорних або афроамериканців - 0,8 % — азіатів - 0,2 % — корінних американців - 2,8 % — осіб інших рас |

До двох чи більше рас належало 1,5 %. Частка іспаномовних становила 9,0 % від усіх жителів.
За віковим діапазоном населення розподілялося таким чином: 8,0 % — особи молодші 18 років, 46,4 % — особи у віці 18—64 років, 45,6 % — особи у віці 65 років та старші. Медіана віку мешканця становила 63,7 року. На 100 осіб жіночої статі у переписній місцевості припадало 91,6 чоловіків;  на 100 жінок у віці від 18 років та старших — 90,2 чоловіків також старших 18 років.
Середній дохід на одне домашнє господарство  становив 92 006 доларів США (медіана — 75 598), а середній дохід на одну сім'ю — 97 755 доларів (медіана — 78 654). За межею бідності перебувало 2,2 % осіб, у тому числі 0,0 % дітей у віці до 18 років та 1,9 % осіб у віці 65 років та старших.
Цивільне працевлаштоване населення становило 306 осіб. Основні галузі зайнятості: фінанси, страхування та нерухомість — 27,1 %, науковці, спеціалісти, менеджери — 22,2 %, мистецтво, розваги та відпочинок — 20,9 %.